# Hůrka (Vrchotovy Janovice)
Hůrka je samota, část městyse Vrchotovy Janovice v okrese Benešov. Nachází se 5 km na sever od Vrchotových Janovic. V roce 2009 zde byla evidována jedna adresa. Hůrka leží v katastrálním území Rudoltice u Vrchotových Janovic o výměře 3,74 km².

## Historie
První písemná zmínka o vesnici pochází z roku 1381.
Za druhé světové války se ves stala součástí vojenského cvičiště Zbraní SS Benešov a její obyvatelé se museli 1. dubna 1944 vystěhovat.

## Další fotografie

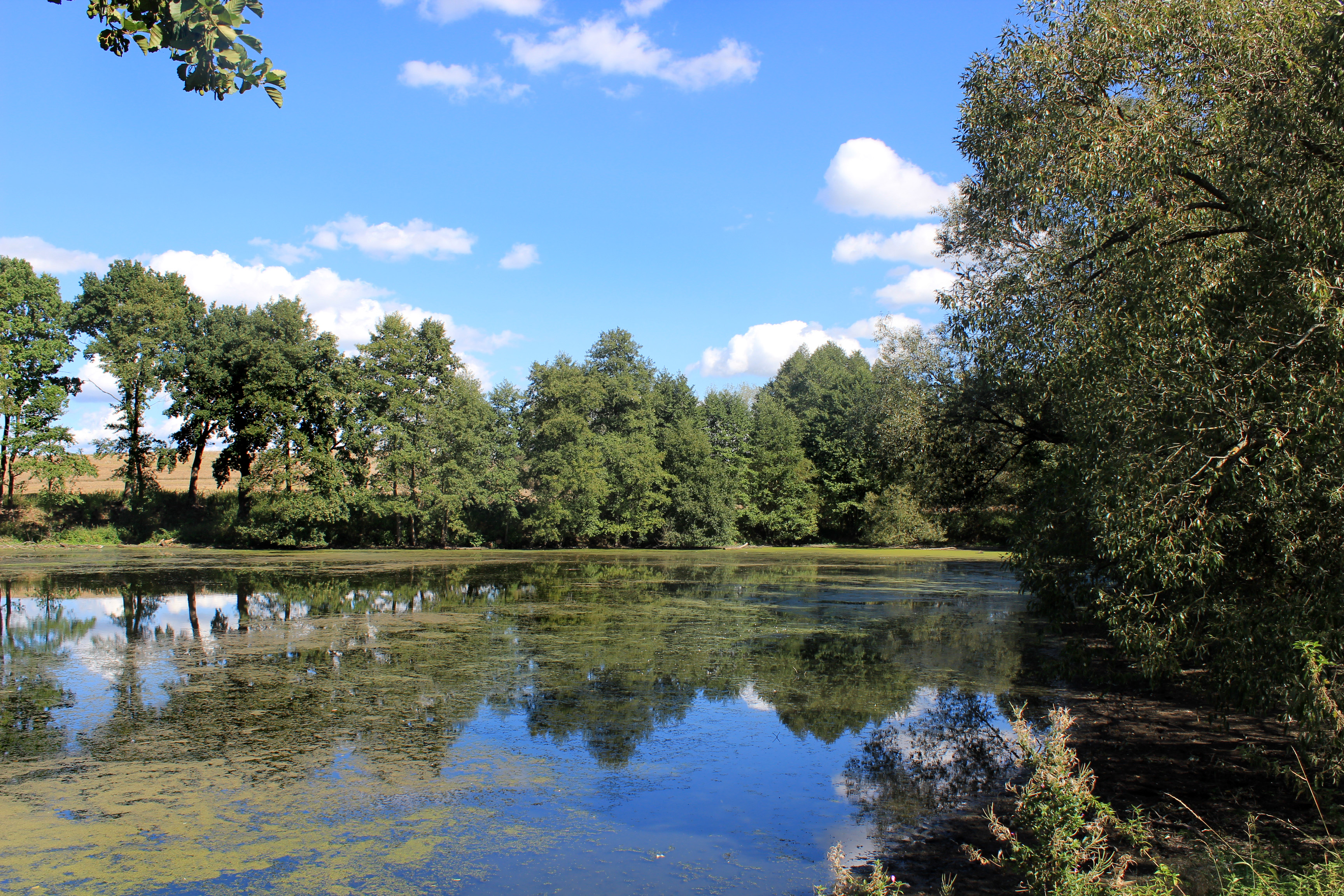
Rybník Svojánek
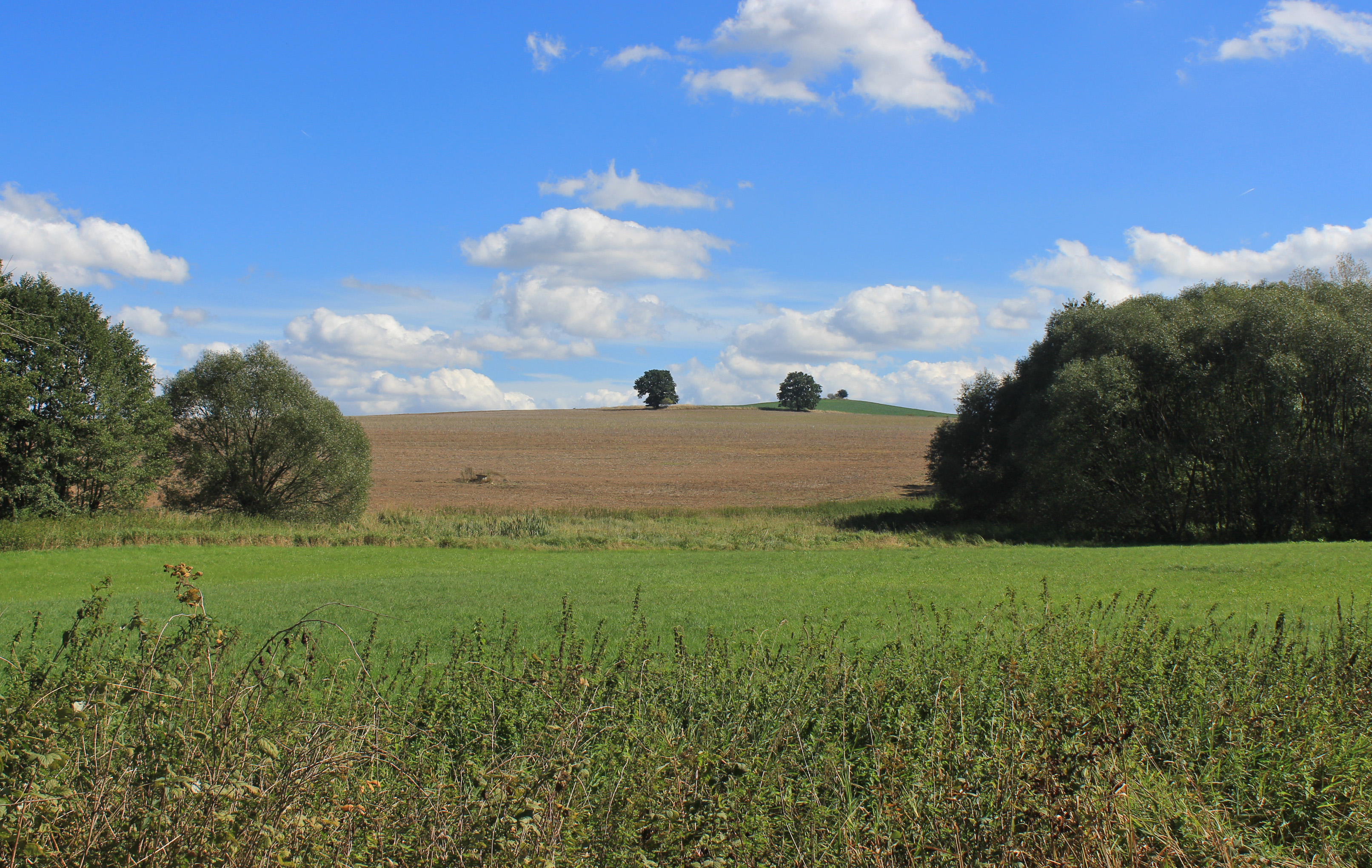
Krajina u Hůrky
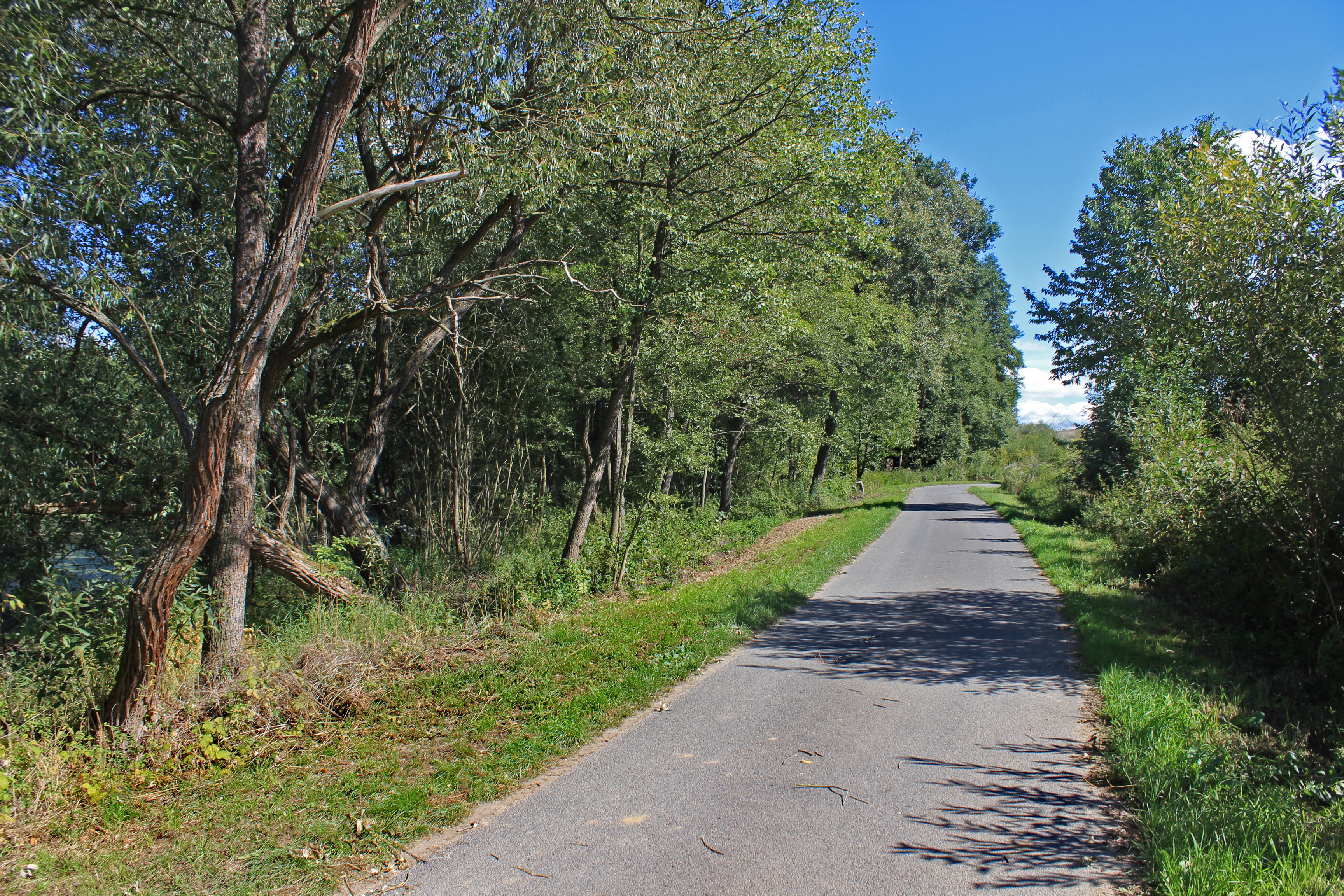
Silnice mezi statkem a rybníkem